# كوتي
كوتي (بالإنجليزية: Coty)‏ هي شركة مصنعة لمنتجات التجميل يقع مقرها في نيويورك الولايات المتحدة، وتأسست على يد فرانسوا كوتي في باريس،فرنسا عام 1904. منتجاتها الأساسية هي العطور، مستحضرات التجميل والألوان، ومنتجات العناية بالبشرة والجسم. وهي تشتهر لشراكتها مع كالفين كلاين(العطور ومستحضرات التجميل)، كلو(العطور)، دافيدوف(العطور) واي (العطور)، مارك جاكوبس (العطور)، فيلوسفي (مستحضرات التجميل)، أديداس (العطور ومستحضرات التجميل)، بلاي بوي (العطور)، منتجات أو بي أي (مستحضرات التجميل) و ريميل (ماكياج) و سالي هانسن (مستحضرات التجميل).

## المصانع
منشئات التصنيع تقع في اشفورد، كنت المملكة المتحدة، جرانوليريس إسبانيا، شارتر فرنسا، موناكو، جيانغسو الصين، سانفورد (كارولاينا الشمالية) فينيكس (أريزونا) لوس أنجلوس في الولايات المتحدة. 